# Dyskografia Public Enemy
Poniżej przedstawiona jest dyskografia amerykańskiego zespołu hip-hopowego Public Enemy. Zawiera nagrania studyjne, kompilacje i listę singli.

## Albumy

### Studyjne
| Rok  | Tytuł                                                                                                | Notowania | Notowania | Notowania | Notowania | Certyfikacja                            |
| Rok  | Tytuł                                                                                                | US        | US R&B    | UK        | CAN       | Certyfikacja                            |
| ---- | --- | --------- | --------- | --------- | --------- | --------------------------------------- |
| 1987 | Yo! Bum Rush the Show - Data wydania: 26 stycznia, 1987 - Wytwórnia: Def Jam                         | 125       | 28        | —         | —         | - US: złoto                             |
| 1988 | It Takes a Nation of Millions to Hold Us Back - Data wydania: 14 kwietnia, 1988 - Wytwórnia: Def Jam | 42        | 1         | 8         | 93        | - US: platyna - UK: Silver              |
| 1990 | Fear of a Black Planet - Data wydania: 10 kwietnia, 1990 - Wytwórnia: Def Jam                        | 10        | 3         | 4         | 15        | - US: platyna - UK: złoto - CAN: złoto  |
| 1991 | Apocalypse 91… The Enemy Strikes Black - Data wydania: 3 października, 1991 - Wytwórnia: Def Jam     | 4         | 1         | 8         | 12        | - US: platyna - UK: srebro - CAN: złoto |
| 1994 | Muse Sick-n-Hour Mess Age - Data wydania: 23 sierpnia, 1994 - Wytwórnia: Def Jam                     | 14        | 4         | 12        | 20        | - US: złoto                             |
| 1998 | He Got Game - Data wydania: 21 kwietnia, 1998 - Wytwórnia: Def Jam                                   | 26        | 10        | —         | 35        |                                         |

### Niezależne
| 1999                           | There’s a Poison Goin’ On - Data wydania: 20 lipca, 1999 - Wytwórnia: Atomic Pop                                | –   | –  |
| 2002                           | Revolverlution - Data wydania: 23 lipca, 2002 - Wytwórnia: Koch                                                 | 110 | 16 |
| 2005                           | New Whirl Odor - Data wydania: 1 listopada, 2005 - Wytwórnia: Slam Jamz                                         | –   | –  |
| 2006                           | Rebirth of a Nation - Data wydania: 7 marca, 2006 - Wytwórnia: Guerilla Funk                                    | 180 | 54 |
| 2007                           | How You Sell Soul to a Soulless People Who Sold Their Soul? - Data wydania: 7 sierpnia, 2007 - Label: Slam Jamz | –   | –  |
| "–" pozycja nie była notowana. | |     |    |

### Kompilacje
| Rok  | Tytuł | Notowania | Notowania | Certyfikacje |
| Rok  | Tytuł | US        | US R&B    | Certyfikacje |
| ---- | --- | --------- | --------- | ------------ |
| 1992 | Greatest Misses - Data wydania: 15 września, 1992 - Wytwórnia: Def Jam                                                | 13        | 10        | - US: złoto  |
| 2005 | Power to the People and the Beats: Public Enemy's Greatest Hits - Data wydania: 2 sierpnia, 2005 - Wytwórnia: Def Jam | 69        | 26        |              |

## Single
| Rok                            | Tytuł                                               | Notowania | Notowania | Notowania | Notowania | Album                                                       |
| Rok                            | Tytuł                                               | US        | US R&B    | US Rap    | UK        | Album                                                       |
| ------------------------------ | --------------------------------------------------- | --------- | --------- | --------- | --------- | ----------------------------------------------------------- |
| 1987                           | "Public Enemy #1"                                   | –         | –         | –         | –         | Yo! Bum Rush the Show                                       |
| 1987                           | "You're Gonna Get Yours"                            | –         | –         | –         | –         | Yo! Bum Rush the Show                                       |
| 1987                           | "Rebel Without a Pause"                             | –         | –         | –         | 37        | It Takes a Nation of Millions to Hold Us Back               |
| 1988                           | "Bring the Noise"                                   | –         | 56        | –         | 32        | It Takes a Nation of Millions to Hold Us Back               |
| 1988                           | "Don't Believe the Hype"                            | –         | 18        | –         | 18        | It Takes a Nation of Millions to Hold Us Back               |
| 1988                           | "Night of the Living Baseheads"                     | –         | 62        | –         | 63        | It Takes a Nation of Millions to Hold Us Back               |
| 1989                           | "Black Steel in the Hour of Chaos"                  | –         | 86        | 11        | –         | It Takes a Nation of Millions to Hold Us Back               |
| 1989                           | "Fight the Power"                                   | –         | 20        | 1         | 29        | Fear of a Black Planet                                      |
| 1990                           | "Welcome to the Terrordome"                         | –         | 15        | 3         | 18        | Fear of a Black Planet                                      |
| 1990                           | "Brothers Gonna Work It Out"                        | –         | 20        | 22        | 46        | Fear of a Black Planet                                      |
| 1990                           | "911 Is a Joke"                                     | —         | 15        | 1         | 41        | Fear of a Black Planet                                      |
| 1990                           | "Can't Do Nuttin' For Ya Man"                       | —         | —         | 11        | 53        | Fear of a Black Planet                                      |
| 1991                           | "Can't Truss It"                                    | 50        | 11        | 1         | 22        | Apocalypse 91... The Enemy Strikes Black                    |
| 1991                           | "Shut 'Em Down"                                     | –         | 26        | 1         | 21        | Apocalypse 91... The Enemy Strikes Black                    |
| 1992                           | "Nighttrain"                                        | –         | –         | 17        | 55        | Apocalypse 91... The Enemy Strikes Black                    |
| 1992                           | "Hazy Shade of Criminal"                            | –         | 58        | 12        | –         | Greatest Misses                                             |
| 1993                           | "I Stand Accused"                                   | –         | –         | –         | –         | Muse Sick-n-Hour Mess Age                                   |
| 1994                           | "Give It Up"                                        | 33        | 30        | 5         | 18        | Muse Sick-n-Hour Mess Age                                   |
| 1994                           | "What Kind of Power We Got?"                        | –         | –         | –         | –         | Muse Sick-n-Hour Mess Age                                   |
| 1995                           | "So Watcha Gonna Do Now"                            | –         | –         | –         | 50        | Muse Sick-n-Hour Mess Age                                   |
| 1998                           | "He Got Game" (featuring Stephen Stills)            | 105       | 78        | –         | 16        | He Got Game                                                 |
| 1999                           | "Do You Wanna Go Our Way???"                        | –         | –         | –         | 66        | There’s a Poison Goin’ On                                   |
| 2004                           | "MKLVFKWR ("Make Love, Fuck War")" (featuring Moby) | –         | –         | –         | –         | New Whirl Odor                                              |
| 2007                           | "Black Is Back"                                     | –         | –         | –         | –         | How You Sell Soul To A Soulless People Who Sold Their Soul? |
| 2010                           | "Say It Like It Really Is"                          | –         | –         | –         | –         | bez albumu                                                  |
| "–" pozycja nie była notowana. |                                                     |           |           |           |           |                                                             |